# Kawasaki Shipbuilding Corporation
Kawasaki Shipbuilding Corporation (川崎重工業船舶海洋カンパニ, Kawasaki Jūkōgyō Senpaku Kaiyō Kanpanī) est une entreprise de construction navale japonaise, filiale de Kawasaki Heavy Industries. 

## Histoire

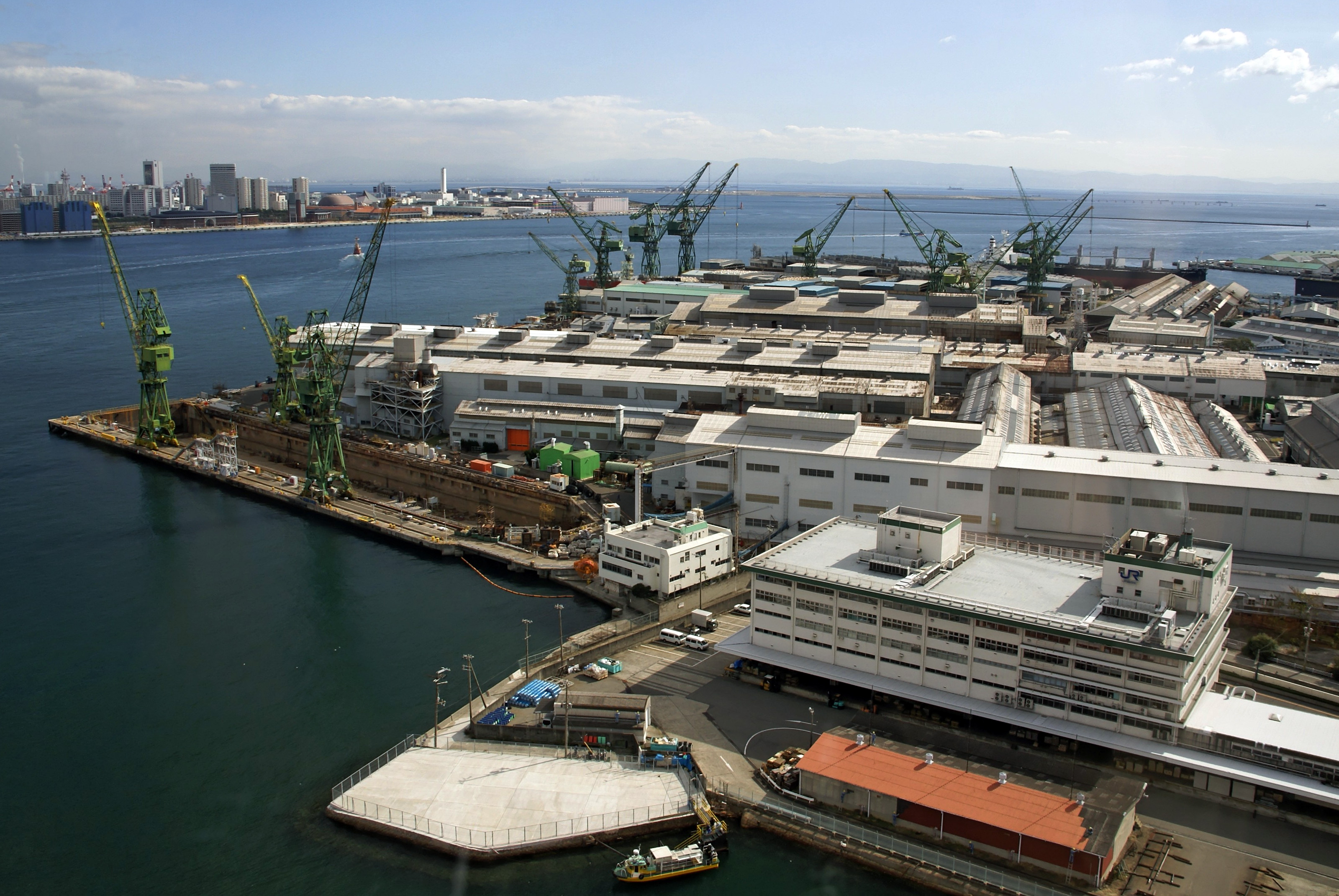
Chantier naval de Kawasaki à Kobe.

Fondée en 1878 par Kawasaki Shōzō à Tokyo, elle a construit de nombreux navires de la Marine impériale japonaise puis des Forces japonaises d'autodéfense dans son chantier principal situé à Kobe.